# ダクタイル鋳鉄管

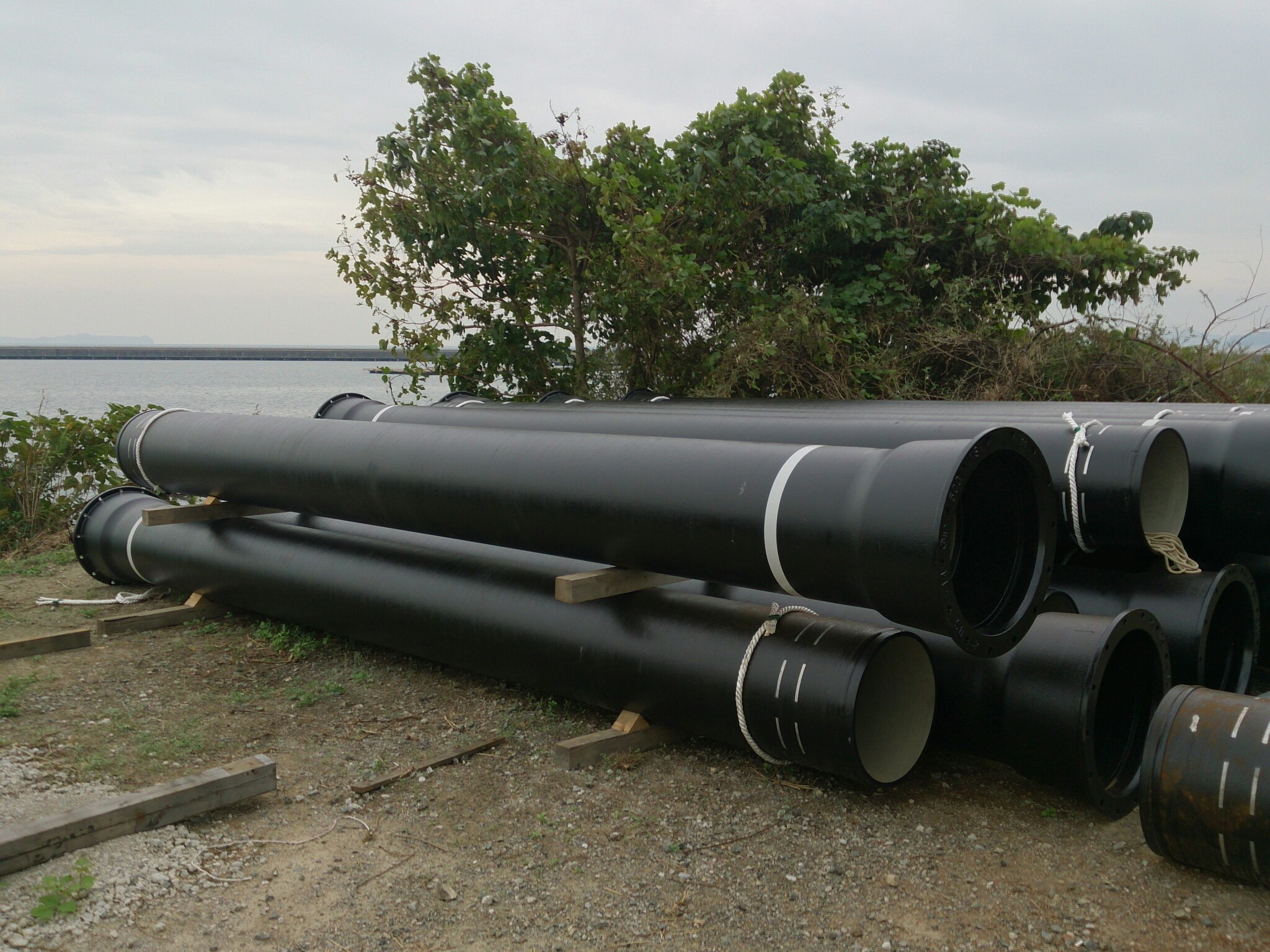
ダクタイル鋳鉄管 直管 NS形 S種管 呼び径500 モルタルライニング

ダクタイル鋳鉄管(ダクタイルちゅうてつかん、英語:Ductile iron pipe)は、材料としてダクタイル鋳鉄を使用した管のこと。ダクタイル鉄管ともいう。ダクタイル鋳鉄とは、従来鋳鉄の組織中に細長い片状に分布していた黒鉛を球状化させ、強度や延性を改良した鋳鉄である。従来の鋳鉄管に変わり、水道管をはじめ、下水道、ガスなど幅広い分野に使用されている。特に水道本管(導・送・配水管)においては、日本で最も多く使われている管材である。

## 用途
ダクタイル鋳鉄管は、主に以下のような用途に使用される。
上水道
導水管、送水管、配水管、給水管
工業用水道
導水管、送水管、配水管
下水道
管きょ、ポンプ場内配管、処理場内配管
農業用水
かんがい用水管、樋管
ガス
本管、支管
その他
電話線および送電線保護管など

## 特性
- ダクタイル鋳鉄管は、下記のような特性を持つ。[2][3]
  - 長所
    - 強度が大であり、強靭性に富み、衝撃に強い。
    - 耐久性がある。
    - 金属材料の中では腐食に強く、電気抵抗が高いため電食の影響を受けにくい。
    - 継手は、伸縮性・可とう性を持ち、地震時等の地盤の変動に順応できる。
    - 施工性が良い。

  - 短所
    - 重量が比較的重い。
    - 土壌が腐食性の場合には外面防食を必要とする。
    - 内外の防食面に損傷を受けると腐食しやすい。
    - 継手の種類によっては、異形管防護を必要とする。
    - 離脱防止機構を有さない継手は、地震時等の地盤の変動により伸縮(伸び)量が限界以上になれば離脱する。

## 歴史
- ダクタイル鋳鉄管は、以下のような経緯で使用されるようになった。[2]
  - 1948年 - ダクタイル鋳鉄がアメリカで発明される。
  - 1953年 - 日本でダクタイル鋳鉄管の生産が開始される。
  - 1957年 - ダクタイル鋳鉄管の大量生産時代に入る。
  - 1961年 - ダクタイル鋳鉄管が日本水道協会規格となる。
  - 1974年 - ダクタイル鋳鉄管が日本工業規格となる(JIS G 5526, JIS G 5527)。

## 水道事業体における管路の更新と耐震化、アセットマネジメントについて
※ 水道管に関してのアセットマネジメントは法定耐用年数から実耐用年数による計画が推奨されている。本ページにも記載されているとおり、管厚、継手形式、外面防食、内面防食に加え、継手のボルト構造やゴム輪など、耐用年数のファクターとなる項目は様々あるものの、それぞれの要因で耐用年数には差が出る。しかしながら、耐震管という区分において厚生労働省の発行するアセットマネジメント「簡易支援ツール」の例では、令和2年3月までのバージョンでは離脱防止継手付きダクタイル鋳鉄管の実耐用年数例をまとめて「80年」としており、例とはいえ、未だ検証に時間がかかる種別の製品に、この数値を適用されている事例が多数確認できる（事業体の公開する複数のアセットマネジメントにおいて）。実際、この数値を利用したメーカー広告においても、事業体やコンサルタントに誤解を与えかねない試算が掲載されている。（追記）これに関しては令和2年3月、厚生労働省発行のアセットマネジメント「簡易支援ツール」が改訂がなされ、参考資料にある前記の記載は削除された。その代わり、新しく参考資料として、ダクタイル鋳鉄管については「GX形」に限定して100年の耐用年数が出展を明記し掲載されている。

## 管厚
ダクタイル鋳鉄管の管厚は、下記のように分類化され、内圧(水圧)、外圧(土圧や路面荷重)、用途、継手形式によって使い分けられる。
外面防食が劣化したとき、管外面から腐食・孔食が進むが、肉厚により一定期間の耐圧性能を保持できる。
| 種類    | 記号 | 適用呼び径   | 備考            |
| ------- | ---- | ------------ | --------------- |
| 1種管   | D1   | 75～2,600    |                 |
| 2種管   | D2   | 400～2,600   |                 |
| 3種管   | D3   | 75～2,600    |                 |
| 4種管   | D4   | 600～2,600   |                 |
| 5種管   | D5   | 600～2,600   | 下水道用        |
| P種管   | DP   | 700～1,500   | PN形(CP方式)    |
| PF種管  | DPF  | 300～2,600   | KF形,UF形       |
| S種管   | DS   | 50～1,000    | GX形,NS形,S50形 |
| E種管   | DE   | 75～150      | NS形(E種管)     |
| 異形管  | DF   |              | JIS G 5527      |
| A種管   | DA   | 600～2,600   | 農業用水用      |
| B種管   | DB   | 300～2,600   | 農業用水用      |
| C種管   | DC   | 1,600～2,600 | 農業用水用      |
| D種管   | DD   | 800～2,600   | 農業用水用      |
| AL1種管 | AL1  | 300～600     | 農業用水用      |
| AL2種管 | AL2  | 300～600     | 農業用水用      |

## 継手形式
ダクタイル鋳鉄管の継手形式は、下記のように分類化され、口径、用途、施工方法によって使い分けられる。
近年は、大きな伸縮量と、離脱防止機構を有する耐震継手を持つ管(耐震管)が主流となっている。

### 一般継手
A形
呼び径75～1500
ゴム輪を押輪とボルトで締めつけて接合するメカニカルタイプ。最も初期に使用されたメカニカル継手の形式。その後、改良されたK形が開発され普及したことから現在は使用されない。
K形
呼び径75～2600
ゴム輪を押輪とボルトで締めつけて接合するメカニカルタイプ。作業が迅速かつ、継手の水密性が大きく、伸縮性および可とう性がある。A形を改良し水密性を高めた継手。
T形
呼び径75～2000(異形管は75～250)
受口の内面にゴム輪を装着し、テーパ状の挿し口を挿入するのみで、簡単に接合できるプッシュオンタイプ。作業が迅速であり、継手の水密性が高く、伸縮性および可とう性がある。
U形
呼び径800～2600
管の内面から接合を行うメカニカルタイプで、トンネル内配管や狭い開削溝での配管に適している。伸縮性および可とう性がある。
ALW形
呼び系300～600
農業用水用、下水道用、その他(上水道用を除く)を対象とした継ぎ手。
従来のT形継ぎ手と受け口構造は同一であるが、設計水圧1.0MPa以下に限定し、管厚を減らすことで低コスト化されている。また管厚の薄肉化による影響や施工性を考慮してゴム輪が改良されている。
ALW形には曲管等の異形管がないため、K形継ぎ手の異形管と組み合わせて使用する。

### 離脱防止継手
KF形
呼び径300～900
ゴム輪を押輪とボルトで締めつけて接合するメカニカルタイプ。K形をFix(固定)したものという意味で、KF形という名称がついた。ロックリングを介して受け口、挿し口が一体化される離脱防止機構を有する。
UF形
呼び径800～2600
管の内面から接合を行うメカニカルタイプ。U形をFix(固定)したものという意味で、UF形という名称がついた。ロックリングを介して受け口、挿し口が一体化される離脱防止機構を有する。

### 耐震継手
S形
呼び径500～2600
大きな伸縮性と可とう性があり、離脱防止機構を有する。接合方式は、メカニカルタイプ。
後に改良されたNS形が開発され普及したため、現在はNS形が存在しない呼び径1100以上の製品のみ使用されている。
SⅡ形
呼び径75～450
大きな伸縮性と可とう性があり、離脱防止機構を有する。接合方式は、メカニカルタイプ。
後に改良されたNS形, GX形が開発され普及したため、現在は使用されていない。
NS形
呼び径75～1000
大きな伸縮性と可とう性があり、離脱防止機構を有する。接合方式は、プッシュオンタイプ(呼び径300～450の異形管継手と、呼び径500以上の継手はメカニカルタイプ)。
S形と同等の性能を有し、継手の接合を容易にしたもの。
NS形(E種管)
呼び径75～1500
大きな伸縮性と可とう性があり、離脱防止機構を有する。接合方式は、直管はプッシュオンタイプ、異形管はメカニカルタイプ。
離脱防止機構は、従来のNS形と異なり、指し口突部の形状等が変更され、低コスト化と施工性の向上が図られている。
また、管厚の薄肉化と内面塗装の変更により、軽量化と低コスト化を実現している。ただし設計水圧は1.3MPa以下に限定されている。
GX形
呼び径75～450
大きな伸縮性と可とう性があり、離脱防止機構を有する。接合方式は、プッシュオンタイプ(異形管は、メカニカルタイプ)。
従来のNS形と比較して、施工性が改善されている。
S50形
呼び径50
大きな伸縮性と可とう性があり、離脱防止機構を有する。接合方式は、メカニカルタイプ。
継手性能はGX形と同等である。
US形
呼び径800～2600
伸縮性と可とう性があり、離脱防止機構を有する。
接合方式は、管の内面から接合を行うメカニカルタイプ。
ロックリングを締め付ける方法によってVT方式、SB方式、LS方式、R方式がある。

### パイプ・イン・パイプ工法用継手[13]
PⅠ形
呼び径300～1350
伸縮性と可とう性を有する。パイプ・イン・パイプ工法に用いる。
後に改良されたPⅡ形, PN形が開発され普及したため、現在は使用されていない。
PⅡ形
呼び径300～1350
伸縮性と可とう性があり、離脱防止機構を有する。パイプ・イン・パイプ工法に用いる。
PN形
呼び径300～1500
伸縮性と可とう性があり、離脱防止機構を有する。パイプ・イン・パイプ工法に用いる。PⅡ形の離脱防止力をS形耐震継手と同等の3DkN(D:呼び径)に向上させた継手。
PN形(JP方式)
呼び径300～1500
伸縮性と可とう性があり、離脱防止機構を有する。パイプ・イン・パイプ工法に用いる。PN形と同等の継手性能を有し、施工性を改善した継手。
PN形(CP方式)
呼び径700～1500
伸縮性と可とう性があり、離脱防止機構を有する。パイプ・イン・パイプ工法に用いる。PN形と同等の継手性能を有し、既設管内に持ち込んで内側から接合する方式。

### 推進工法用継手[17]
T-D形
呼び径250～700
推進工法用のT型継手。推力伝達用のフランジが付けられている。継手部と管外径を同一にするためコンクリート外装を持つ。
U-D形
呼び径800～2600
推進工法用のU型継手。推力伝達用のフランジが付けられている。継手部と管外径を同一にするためコンクリート外装を持つ。
UF-D形
呼び径800～2600
推進工法用のUF型継手。推力はロックリングを介して伝達する。継手部と管外径を同一にするためコンクリート外装を持つ。
US-D形
呼び径800～2600
推進工法用のUS型継手。推力伝達用のフランジが付けられている。継手部と管外径を同一にするためコンクリート外装を持つ。

### 水管橋用継手[18]
FT形
呼び径75～350
T形継手にフランジとリブを設け、曲げ剛性を高めた継手。またフランジの間にテーパーリング使用して任意のキャンバを設けることができる。
FGX形
呼び径75～250
GX形継手にフランジとリブを設け、曲げ剛性を高めた継手。またフランジの間にテーパーリング使用して任意のキャンバを設けることができる。

### 耐震貯水槽用継手[19]
LUF形
呼び径1500,2000,2600
耐震貯水槽の本体となる管に使用する継手。離脱防止機構を有する。

### その他
フランジ形
呼び径75～2600
フランジの合わせ面にガスケットをはさんでボルトで締め付ける。伸縮性・可とう性はない。

## 外面防食
ほとんどの鉄材料と同様に、ダクタイル鋳鉄は自然界における酸化作用により腐食の影響を受ける。ダクタイル鋳鉄管では、腐食を軽減するため、下記のような外面防食が施される。

### 外面塗装
外面塗装は、管体の表面に塗膜を形成することによって、防食保護を行うものである。
ダクタイル鋳鉄管の塗装として、古くはコールタールやタールエポキシ樹脂塗装が用いられたが、タールの衛生性が問題となったため、1988年からタールを含まない合成樹脂塗装が採用されている。
塗料には一液性エポキシ樹脂塗料、アクリル樹脂塗料、二液性エポキシ樹脂塗料などが用いられ、機械塗り又は手塗りによって塗装される。また直管の呼び径250以下には、下塗りとして亜鉛系プライマが施される。

### 外面特殊塗装
ダクタイル鋳鉄管は一般的に埋設管として使用するが、地上に露出配管したり、水中配管する場合には、より高い防食性を持たせるため、または管路の美観を目的として、特別な塗装が施されることがある。
この塗装については、JDPA Z 2009-2002(ダクタイル鋳鉄外面特殊塗装)として規格化されており、用途によってAA,BB,CC,DDの4種類から選定することとなっている。

### 外面耐食塗装
GX形の管外面には、通常と管と異なる外面耐食塗装が施されている。この外面耐食塗装は、亜鉛系合金溶射、封孔処理、合成樹脂塗装から構成される。この塗装により、GX形管は、一般的な埋設環境(山地を除く国土の95%)においてポリエチレンスリーブを装着せずに、耐食皮膜の寿命が70年以上、鉄部の寿命が30年以上とし、計100年の寿命が期待できるとされている。
また、この塗装は、2013年にJDPA規格に制定されたS50形ダクタイル鋳鉄管においても採用されている。

### ポリエチレンスリーブ法
ダクタイル鋳鉄管を埋設する土壌が腐食性である場合など、高い防食性が求められる場合、埋設時にポリエチレンスリーブで管を被膜して防食するのが一般的である。
ポリエチレンスリーブ法は、下記のような防食効果がある。
- 土壌と管との直接の接触を防ぐ。
- 管の周辺を均一な状態に保ちマクロセル腐食を防ぐ
- 地下水が進入した場合でも水の移動を抑制し、溶存酸素が消費されることで腐食の進行を抑制する。
- 鉄道のレール等から地中に漏れ出た迷走電流によっておこる電食にたいして遮蔽物の効果を果たす。

## 内面防食
ダクタイル鋳鉄管の内面は、長期間水と接触するため、管の防錆を行い、また水質に悪影響を与えないようにライニングが施される。直管ではモルタルライニング、異形管ではエポキシ樹脂粉体塗装が主に採用されるが、最近は小口径の直管にもエポキシ樹脂粉体塗装が採用されることが増えている。

### モルタルライニング
モルタルライニングは、管の内面に質量配合比(セメント:細骨材) 1:1.5～1:3.5のモルタルを遠心力方法等により成形し、養生後にアクリル系樹脂などによりシールコートの塗装を行うものである。
鉄管の内面にモルタルライニングを施すと、セメント中のカルシウム分によるアルカリ性が鉄面を不動態化して防食する効果がある。また、シールコートは、通水後の水のpH上昇防止、ライニングの耐久性向上のために行われる。JIS A 5314 として規格化されている。
1950年代に開発され、直管のライニングとして広く用いられるようになり、赤水・出水不良などの給水障害発生件数は激減した。

### エポキシ樹脂粉体塗装
エポキシ樹脂粉体塗装は、エポキシ樹脂、硬化剤、顔料、添加剤などからなる溶剤を含まない粉体塗料を、管内に付着させ、加熱溶融させることによって塗膜を形成するものである。
高分子のエポキシ樹脂を用いるため高い防食性、耐久性を持ち、溶剤を含まない焼付型塗料であるため水質衛生性にも優れる。JIS G 5528 として規格化されている。
エポキシ樹脂粉体塗装は、小口径異形管の内面塗装として1973年頃から採用され始め、1978年頃から小口径の直管にも採用が拡大された。
平成21年10月時点で、異形管生産量(呼び径75～700)の97%以上(質量比)が粉体塗装であり、平成30年度の直管(呼び径1000以下)の総出荷延長の82.5%が粉体塗装となっている。

### その他の内面塗装
大口径管においてエポキシ樹脂粉体塗装を適用することが困難な場合、液状エポキシ樹脂塗装が用いられる。また、一部のダクタイル鋳鉄異形管及びその接合部品には、合成樹脂塗料が使用されている。
また、ALW形ダクタイル鉄管等には、エポキシ樹脂粉体塗料に二酸化ケイ素を主体とした無機材料を質量比で1:1～1:2の割合で混合した塗装が使用されている。

## 事件・事故
- 2016年8月3日、北海道苫小牧市の住宅でガス爆発が発生し1名が死亡。後日、地下に埋設されたガス管（ダグタイル鋳鉄管）が腐食してガス漏れが発生。下水道などを伝わって住居内に広がったことが爆発につながったものと判断された。ガス管は、耐用年数を超えるものではなかったこと、ガス事業法に基づく定期検査は行われていたことが伝えられている[26]。